# Heizwerk Genshagen

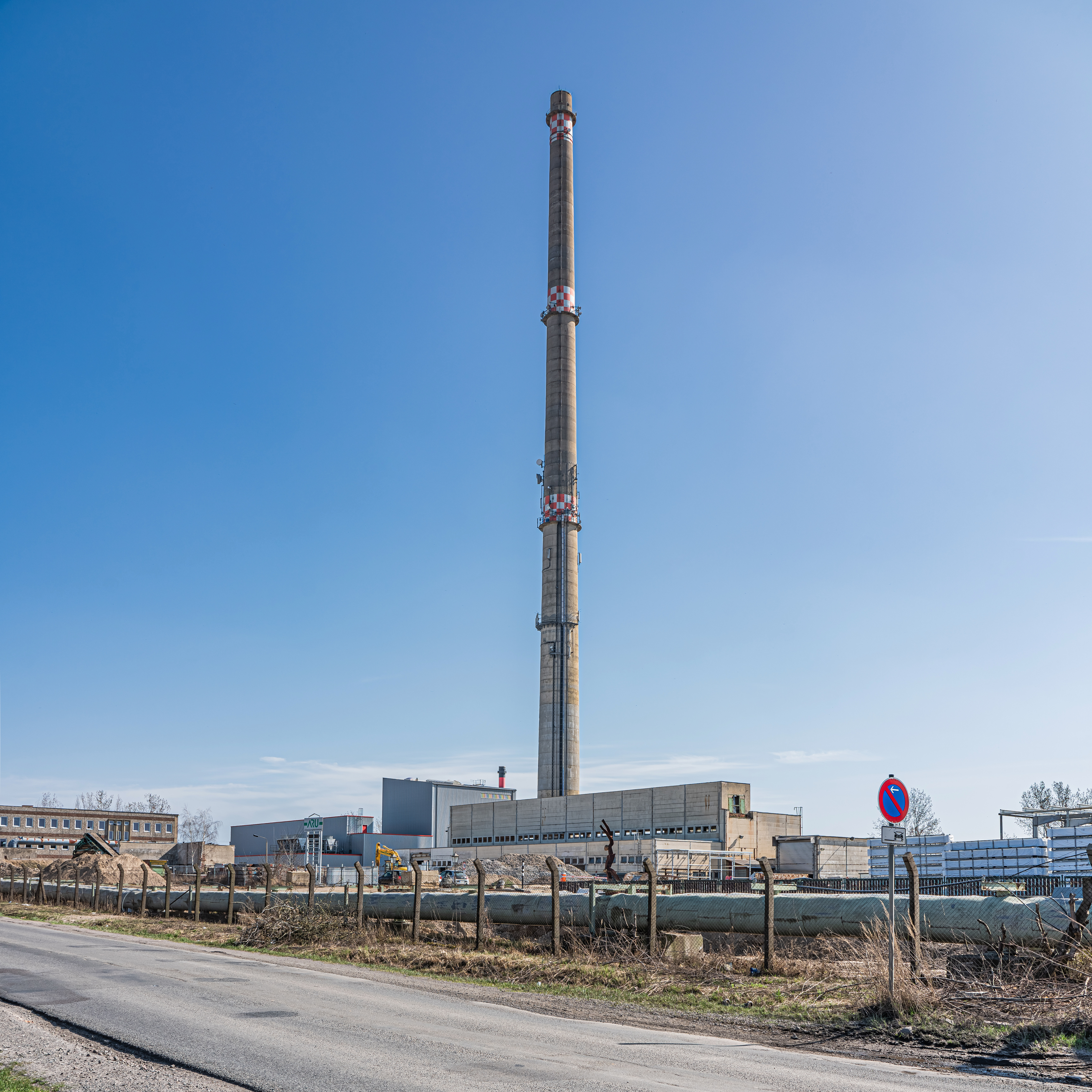
Schornstein

Das Heizwerk Genshagen ist ein stillgelegtes Heizwerk im Ludwigsfelder Ortsteil Genshagen. Der 170 Meter hohe Kamin dieser Anlage ist heute der zweithöchste Schornstein in Brandenburg und wird als Richtfunk- und Mobilfunkturm genutzt. Daneben ist er das einzige weltweit dauerhaft zum Base-Jumping freigegebene Objekt.